# Campionat d'Irlanda de ciclisme en contrarellotge
El Campionat d'Irlanda de ciclisme en contrarellotge s'organitza anualment per determinar el campió ciclista de la República d'Irlanda en la modalitat. Encara que anteriorment s'havia disputat de manera amateur, no és fins al 1997 que està reservat a ciclistes professionals.
El títol s'atorga al vencedor d'una única carrera en contrarellotge. El vencedor obté el dret a portar un mallot amb els colors de la bandera irlandesa fins al campionat de l'any següent quan disputa proves en contrarellotge.

## Palmarès masculí
| Any  | Primer             | Segon            | Tercer             |
| 1997 | Scott Hamilton     | Tommy Evans      | Simon Coughlan     |
| 1998 | Scott Hamilton     | Jamie Hunter     | Paul Healion       |
| 1999 | Philip Cassidy     | David Peelo      | Tommy Evans        |
| 2000 | Paul Healion       | Ryan Hamilton    | Shane Pendergast   |
| 2001 | David McCann       | Paul Kane        | Paul Healion       |
| 2002 | David McCann       | David O'Loughlin | Andrew Donnellan   |
| 2003 | David O'Loughlin   | Brian Kenneally  | Paul Healion       |
| 2004 | David McCann       | David O'Loughlin | Stephen Gallagher  |
| 2005 | David McCann       | Andrew Roche     | Thomas Evans       |
| 2006 | David O'Loughlin   | Paul Healion     | Thomas Evans       |
| 2007 | Nicolas Roche      | David McCann     | David O'Loughlin   |
| 2008 | Paul Healion       | Neil Delahaye    | John Heverin       |
| 2009 | David McCann       | Martyn Irvine    | Con Collis         |
| 2010 | David McCann       | Martyn Irvine    | Aaron Buggle       |
| 2011 | Matthew Brammeier  | David McCann     | Michael Hutchinson |
| 2012 | Michael Hutchinson | Martyn Irvine    | Nicolas Roche      |
| 2013 | Michael Hutchinson | David McCann     | Colm Cassidy       |
| 2014 | Michael Hutchinson | Colm Cassidy     | Martyn Irvine      |
| 2015 | Ryan Mullen        | Edward Dunbar    | Martyn Irvine      |
| 2016 | Nicolas Roche      | Edward Dunbar    | Ryan Mullen        |
| 2017 | Ryan Mullen        | Nicolas Roche    | Ian Richardson     |
| 2018 | Ryan Mullen        | Marcus Christie  | Paul Kennedy       |
| 2019 | Ryan Mullen        | Edward Dunbar    | Craig McAuley      |
| 2020 | Conn McDunphy      | Nicolas Roche    | Lindsay Watson     |
| 2021 | Ryan Mullen        | Nicolas Roche    | Marcus Christie    |
| 2022 | Ben Healy          | George Peden     | Edward Dunbar      |
| 2023 | Ryan Mullen        | Ben Healy        | George Peden       |
| 2024 | Edward Dunbar      | Ryan Mullen      | George Peden       |
| 2025 | Ryan Mullen        | George Peden     | Darren Rafferty    |

### Palmarès sub-23
| Any  | Primer             | Segon             | Tercer             |
| 2004 | Michael Concannon  |                   | Gareth Rogers      |
| 2005 | Ryan Connor        | Michael Concannon | Martyn Irvine      |
| 2006 | Ryan Connor        |                   | James Whelan       |
| 2007 | Paul Brady         | Michael Murray    | Martyn Irvine      |
| 2008 | Denis Dunworth     | Adam Armstrong    | Ronan McLaughlin   |
| 2009 | Aaron Buggle       | Thomas Martin     | Conor McAllister   |
| 2010 | Aaron Buggle       | Marcus Christie   | Conor McAllister   |
| 2011 | Sean Downey        | Felix English     | Tighernach Murphy  |
| 2012 | Conor Dunne        | Sean Downey       | Aaron Buggle       |
| 2013 | Ryan Mullen        | Conor Dunne       | Marcus Christie    |
| 2014 | Ryan Mullen        | Sean Hahessy      | Daniel Stewart     |
| 2015 | Ryan Mullen        | Edward Dunbar     | Mark Downey        |
| 2016 | Edward Dunbar      | Ryan Mullen       | Michael O'Loughlin |
| 2017 | Michael O'Loughlin | Conn McDunphy     | Eddie Dunbar       |
| 2018 | Michael O'Loughlin | Conn McDunphy     | Xeno Young         |
| 2019 | Michael O'Loughlin | Ben Healy         | Luke Smith         |
| 2021 | Kevin McCambridge  | George Peden      | Cian Keogh         |
| 2022 | Darren Rafferty    | Kevin McCambridge | Adam Ward          |
| 2023 | Darren Rafferty    | Dean Harvey       | Kevin McCambridge  |
| 2024 | Adam Rafferty      | Dean Harvey       | Liam O'Brien       |
| 2025 | Adam Rafferty      | Seth Dunwoody     | Liam O'Brien       |

## Palmarès femení
| Any      | Primera          | Segona           | Tercera         |
| 1998 (1) | Marie Reilly     | Jane McGoey      | Louise Quinlan  |
| 1998 (2) | Marie Reilly     | Jane McGoey      | Aisling Baird   |
| 1999     | Geraldine Gill   | Avril Swan       | Susan O'Mara    |
| 2000     | Sheila Rafferty  | Marie Reilly     |                 |
| 2001     | Susan O'Mara     | Debbie Booth     | Sheila Rafferty |
| 2002     | Geraldine Gill   | Louise Moriarty  |                 |
| 2003     | Kate Rudd        | Marie Reilly     | Susan O'Mara    |
| 2004     | Siobhan Dervan   |                  |                 |
| 2005     | Jenny Fay        |                  |                 |
| 2006     | Louise Moriarty  | Heather Wilson   |                 |
| 2007     | Louise Moriarty  | Jenny Fay        | Heather Wilson  |
| 2008     | Olivia Dillon    | Heather Wilson   | Louise Moriarty |
| 2009     | Olivia Dillon    | Heather Wilson   | Heather Boyle   |
| 2010     | Olivia Dillon    | Heather Wilson   | Joanna Hickey   |
| 2011     | Caroline Ryan    | Heather Wilson   | Jane Kilmartin  |
| 2012     | Olivia Dillon    | Melanie Spath    | Siobhan Horgan  |
| 2013     | Caroline Ryan    | Melanie Spath    | Eve McCrystal   |
| 2014     | Caroline Ryan    | Lauren Creamer   | Francine Meehan |
| 2015     | Siobhán Horgan   | Eve McCrystal    | Caroline Ryan   |
| 2016     | Anna Turvey      | Eve McCrystal    | Lydia Gurley    |
| 2017     | Eileen Burns     | Kelly Murphy     | Eve McCrystal   |
| 2018     | Kelly Murphy     | Eileen Burns     | Eve McCrystal   |
| 2019     | Kelly Murphy     | Anna Turvey      | Eileen Burns    |
| 2020     | Eve McCrystal    | Kelly Murphy     | Eileen Burns    |
| 2021     | Joanna Patterson | Eve McCrystal    | Linda Kelly     |
| 2022     | Kelly Murphy     | Joanna Patterson | Eve McCrystal   |
| 2023     | Kelly Murphy     | Joanna Patterson | Linda Kelly     |
| 2024     | Fiona Mangan     | Annalise Murphy  | Roisin Thomas   |
| 2025     | Kelly Murphy     | Linda Kelly      | Mia Griffin     |